# Lignose Hörfilm System Breusing
Das Unternehmen Lignose Hörfilm System Breusing GmbH war eine deutsche Tonfilmgesellschaft, die lediglich von 1928 bis 1933 existierte und ihre Geschäftsräume im Haus Lindenstraße 32–34 in Berlin hatte.

## Werdegang
Der deutsche Bühnenautor, Liedtextdichter, Verleger, Filmregisseur, Produzent und Drehbuchautor Heinrich Bolten-Baeckers gründete 1909 in Berlin die Produktionsgesellschaft BB-Film-Fabrikation Bolten-Baeckers, die bis 1923 anspruchslose Unterhaltungsfilme für die UFA produzierte. Ihr Studio, das B.B.-Atelier, befand sich in Berlin-Steglitz. Bolten gab es aber 1918 auf, um in das 1912 gegründete Vitascope-Atelier im Haus Lindenstraße 32–34 umzuziehen.
Bei der AG Lignose (vormals Oberschlesische Sprengstoff-AG), die nach Ende des Ersten Weltkriegs verstärkt Produkte aus Schießbaumwolle wie Zelluloid herstellte, hatte Bolten die Generalvertretung für Lignose-Rohfilm übernommen. Im Januar 1928 gründete er gemeinsam mit der AG Lignose das Unternehmen Lignose-Hörfilm System Breusing GmbH, die das Tonverfahren von Kurt Breusing verwerten sollte.
Kurt (auch: Curt) Breusing war ein Schüler von Adolf Miethe und hatte bereits um 1920 mit ersten Versuchen zum Tonfilm begonnen. Im Juni 1923 führte Breusing dann die Ergebnisse seiner Forschungen erstmals öffentlich vor. Beim System Breusing handelte es sich um ein Nadeltonverfahren, bei dem der Filmton auf einer synchron mit dem Bildfilm ablaufenden Schallplatte gespeichert war. Die Herstellung der Schallplatten übernahm die Berliner Artiphon-Record, ein Unternehmen von Herrmann Eisner.
Nachdem Boltens Verhandlungen über eine Zusammenarbeit mit der UFA gescheitert waren, weil diese über den Erwerb der für die Vorführung notwendigen Apparaturen hinaus keine weiteren Investitionen tätigen wollte, wurde der erste Lignose-Hörfilm im Mai 1928 in Dresden auf der Jahresschau Deutscher Arbeit „Die technische Stadt“ öffentlich aufgeführt. Er zeigte den Aufzug der Wache vor dem Berliner Schloss, begleitet von Militärmusik. Insgesamt entstanden 1928 vier „Lignose-Hörfilme“ nach dem System Breusing.
Eine spätere Vorführung im Rahmen einer Berliner Theaterrevue veranlasste die erste Beschäftigung der Filmzensur mit dem neuen Medium Tonfilm.
Nach ihrem Erwerb durch die IG Farbenindustrie AG lehnte sich die Lignose-Hörfilm in der Art ihres Tonverfahrens an die British Photophone an, die Lichtton mit „Zackenschrift“ (Amplitudenverfahren) benutzte. Breusings Lichtton-Versuche mit der Braun’schen Röhre hatten nicht zu praktikablen Ergebnissen geführt.
Die am 3. Oktober 1928 gegründete Klangfilm GmbH erwarb Anfang 1929 von der British Photophone die Mehrheit der Lignose-Hörfilm-Patente.
Ende 1931 übernahm die Tobis Melofilm GmbH, eine Tochtergesellschaft der Tobis Industrie-GmbH, das B.B.-Atelier. Hier entstanden Atelieraufnahmen für Kultur-, Spiel- und Kurzfilme. Außerdem wurden hier stumme Filme nachsynchronisiert.
Bruno Suckau arbeitete ab April 1930 als fest angestellter Film-Toningenieur für die Lignose-Hörfilm und die UFA, ehe er ein eigenes Unternehmen gründete.

## Filmographie
1. Lignose Hörfilm System Breusing. Deutschland 1928, Kurz-Dokumentarfilm (1 Akt, 180 m), Zensur: 11. Mai 1928, Prüf-Nr. B.18996, jugendfrei.
2. Lignose-Hörfilm System Breusing. Deutschland 1928, Kurz-Dokumentarfilm (4 Akte, 337 m), Zensur: 21. Juni 1928, Prüf-Nr. B.19316, jugendfrei.
3. Lignose-Hörfilm System Breusing. Deutschland 1928, Kurz-Dokumentarfilm (2 Akte, 208 m), Zensur: 17. August 1928, Prüf-Nr.B.19761, Jugendverbot.
4. Lignose Hörfilm System Breusing “Man wird doch wohl noch fragen dürfen”. Deutschland 1928, (1 Akt, 113 m), Zensur: 20. August 1928, Prüf-Nr. B.19843, genehmigt; Zensur: 29. August 1928, Prüf-Nr. O.00748, genehmigt.[15] Darsteller war Hubert von Meyerinck.[16]
5. Lignose-Hörfilm Deutschland 1928/1929, Kurz-Dokumentarfilm (509 m, 19 min), Zensur: 7. Februar 1929, Prüf-Nr. B.21630, jugendfrei.[17]

Der erste schwedische Tonfilm Säg det i toner (Glücksmelodie) (Julius Jaenzon och Edvin Adolphson 1929), der erste polnische Tonfilm Na Sybir (Nach Sibirien) (Henryk Szaro 1930), aber auch der deutsche Experimentalkurzfilm Ins Blaue hinein, das Regiedebüt des Kameramannes Eugen Schüfftan, entstanden wahrscheinlich 1930, waren Lignose-Hörfilme. Der deutsche Kurzspielfilm Die Hasenpfote von 1932 war der vermutlich letzte in eigener Produktion erstellte Lignose-Hörfilm.
Beteiligt war die Lignose-Hörfilm an einer Produktion mit dem Titel Deutschland erwacht, die 1933 von der Deutschen Film-Gesellschaft und der NSDAP hergestellt wurde. Auftraggeber war die Reichspropagandaleitung der NSDAP, Hauptabteilung IV (Film) (Berlin). Der Dokumentarfilm mit dem Untertitel „Ein Dokument von der Wiedergeburt Deutschlands“ hatte eine Länge von 1565 Metern und war 57 Minuten lang.

### Abbildungen
- Theaterprojektor mit „Lignose Hörfilm“-Nadeltonapparatur
- Werbung für „Lignose“-Plattenspieler
- Eintrittskarte zum ersten schwedischen Tonfilm Säg det i toner im Kino Palladium
- Kinoplakat zum ersten polnischen Tonfilm Na Sybir (Memento vom 14. Mai 2014 im Internet Archive) 1930.

### Tondokumente
- Odeon A 162.455 a (Sto 373, D 4946) SOS Säg det i toner (Jules Sylvain – Karl Evert) sång av Sven-Olof Sandberg, Stockholm med orkester auf YouTube. Inspelningsår: Lindströms studio 1, Berlin 13 resp 14 aug 1929, utg febr 1931.[24]
- Syrena-Electro Record : Orkiestra Taneczna ‘Syrena Rekord’ pod dyr. Henryka Golda – Płomienne serca (Flaming Hearts) (Henryk Wars) from the movie: "Na Sybir" (To Siberia!) auf YouTube (1930).
- Syrena-Electro Record 3634 (mx. 21 606),1930 : „Płomienne serca“ – Boston (H. Wars – sl. Hemara) z filmu dzw. „Na Sybir“. Spiéwa Tadeusz Faliszewski, Art. Teatrów Warszawskich auf YouTube.
- Anfang von Na Sybir auf YouTube (1930) [Filmausschnitt].